# Tioga (North Dakota)
Tioga is een plaats (city) in de Amerikaanse staat North Dakota, en valt bestuurlijk gezien onder Williams County.

## Demografie
Bij de volkstelling in 2000 werd het aantal inwoners vastgesteld op 1125.
In 2006 is het aantal inwoners door het United States Census Bureau geschat op 1093, een daling van 32 (-2.8%).

## Geografie
Volgens het United States Census Bureau beslaat de plaats een oppervlakte van
3,6 km², waarvan 3,4 km² land en 0,2 km² water. Tioga ligt op ongeveer 684 m boven zeeniveau.
De plaats wordt doorsneden door een dubbelsporige spoorlijn geschikt voor diesellocomotieven.

## Plaatsen in de nabije omgeving
De onderstaande figuur toont nabijgelegen plaatsen in een straal van 32 km rond Tioga.